# Corythalia chickeringi
Corythalia chickeringi är en spindelart som beskrevs av Kraus 1955. Corythalia chickeringi ingår i släktet Corythalia och familjen hoppspindlar. Inga underarter finns listade i Catalogue of Life.